# Marie Preus
Marie Preus (27 augustus 2008) is een voetbalspeelster uit Noorwegen. Ze speelt als aanvaller voor Vålerenga IF in de Toppserien.

## Clubcarrière
Preus kwam uit in een jeugdelftal van KFUM Oslo alvorens ze in april 2023 tekende bij Kolbotn. Ze maakte op veertienjarige leeftijd haar debuut in de 1. divisjon, het op een na hoogste voetbalniveau van Noorwegen. In haar debuutseizoen kwam Preus tot zeventien competitiewedstrijden waarin ze zeven keer tot scoren. Daarmee hielp ze haar ploeg aan promotie naar de Toppserien.
In haar debuutseizoen in de Toppserien in 2014 maakte Preus tien doelpunten in 24 competitiewedstrijden en werd daarmee clubtopscorer van Kolbotn. Als zestienjarige werd ze genomineerd voor de prijs "doorgebroken speelster van het seizoen 2024" en "elftal van het seizoen" door TV2.
Op 3 januari 2025 tekende Preus een driejarig contract bij regerend landskampioen en bekerwinnaar Vålerenga IF.

## Statistieken
| Seizoen | Club         | Land      | Competitie | Wedstrijden | Doelpunten |
| ------- | ------------ | --------- | ---------- | ----------- | ---------- |
| 2024    | Kolbotn      | Noorwegen | Toppserien | 24          | 10         |
| 2025    | Vålerenga IF | Noorwegen | Toppserien | 7           | 1          |
| Totaal  | Totaal       | Totaal    | Totaal     | 31          | 11         |

Laatste update: 19 mei 2025

## Interlandcarrière
Preus kwam met Noorwegen -17 in 2015 uit op het EK -17 op Faeröer. Ze wist met haar land de finale te halen op het eindtoernooi. Ondanks een doelpunt van Preus tegen de leeftijdsgenoten van Nederland greep Noorwegen naast de Europese titel. Met vijf doelpunten was Preus topscoorster van het toernooi.